# Landesgartenschau Gießen 2014
Die Landesgartenschau Gießen war die 5. Landesgartenschau (LGS) des Landes Hessen und eine von fünf Landesgartenschauen in Deutschland im Jahre 2014. Sie fand vom 26. April bis 5. Oktober 2014 in den Flussauen der Wieseck und der Lahn in Gießen statt, die durch drei „Korridore“ quer durch die Stadt verbunden wurden. Träger der LGS waren das Hessische Ministerium für Umwelt, Energie, Landwirtschaft und Verbraucherschutz für das Land Hessen und die Stadt Gießen, die zusammen mit der Fördergesellschaft Landesgartenschauen Hessen und Thüringen mbH auch Veranstalterin war. Die Landesgartenschau stand unter dem Motto „Auf zu neuen Ufern“. Das Logo zeigt eine Blüte aus fünf verschiedenfarbigen Blütenblättern, welche aus Daumenabdrücken gebildet sind.

## Geschichte

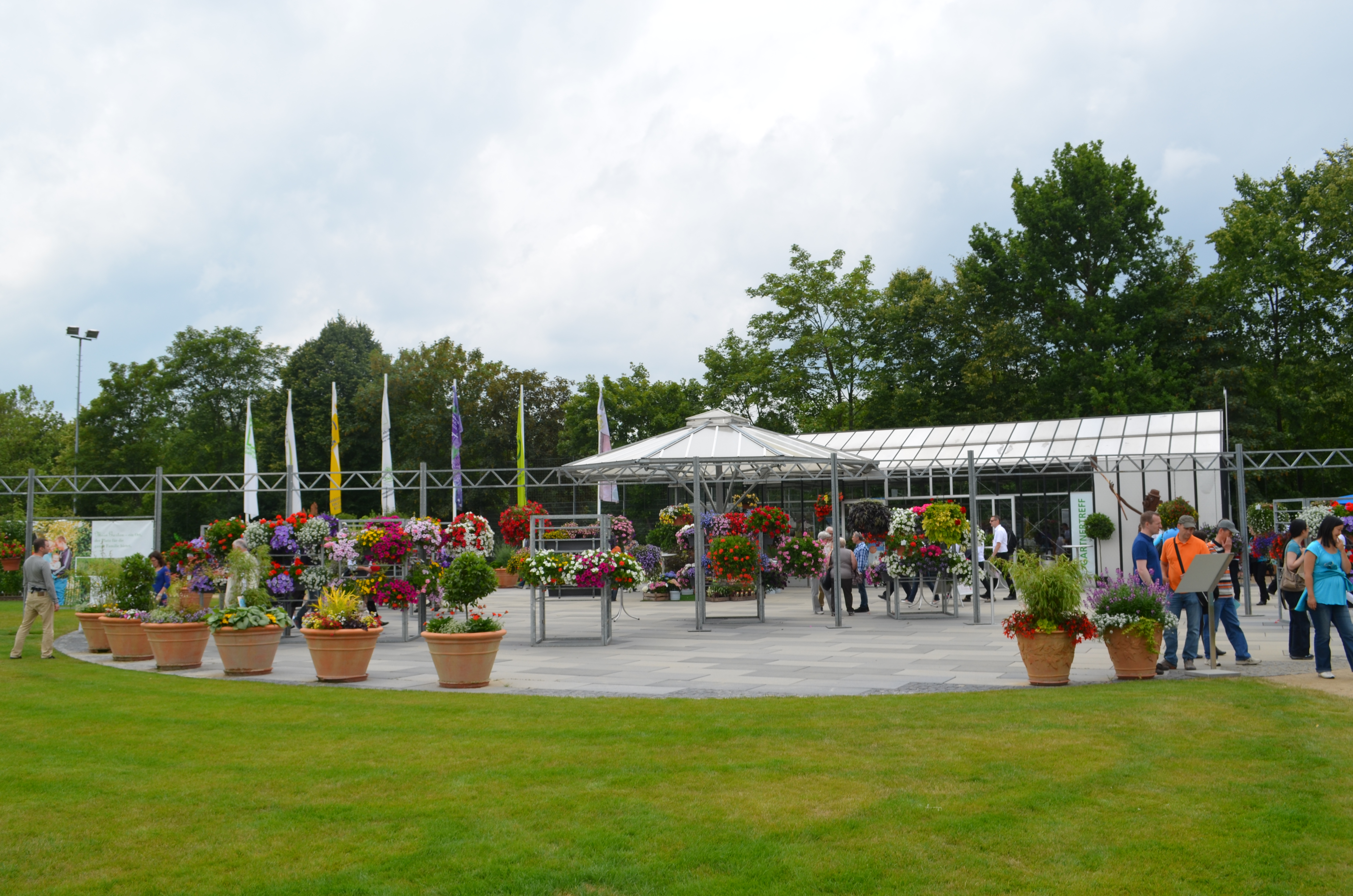
Gärtnertreff

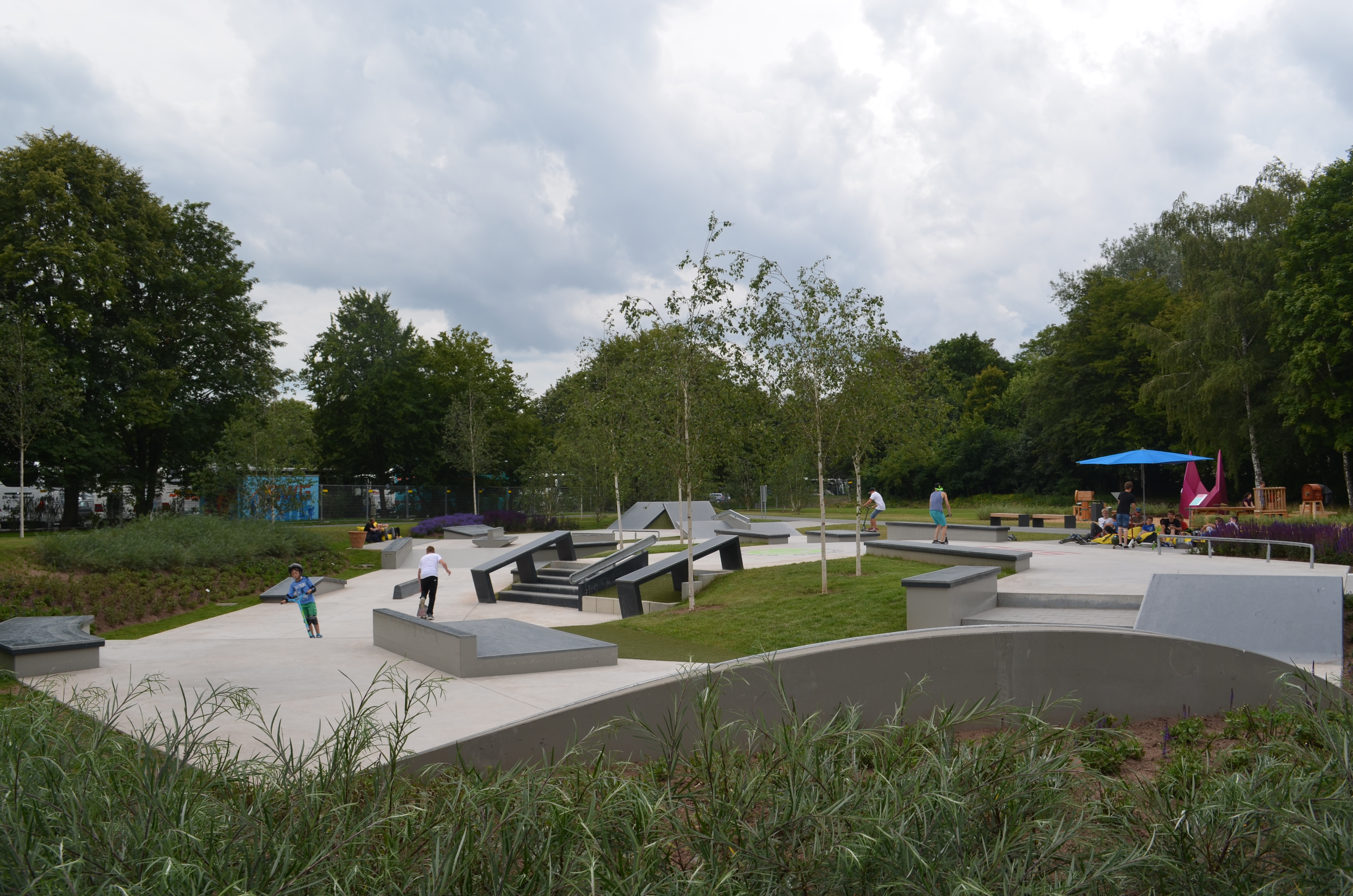
Skateranlage

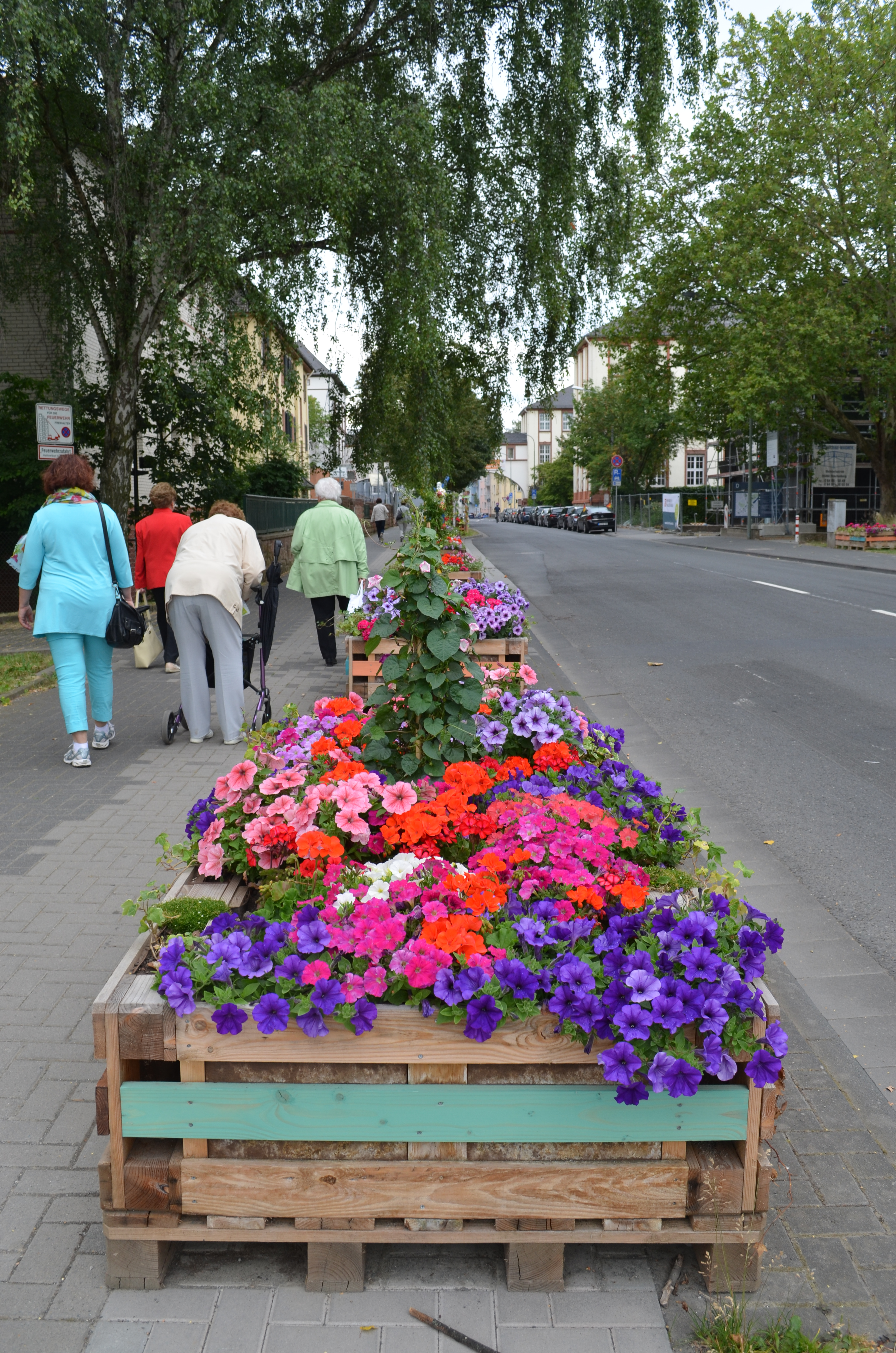
Innenstadtkorridor

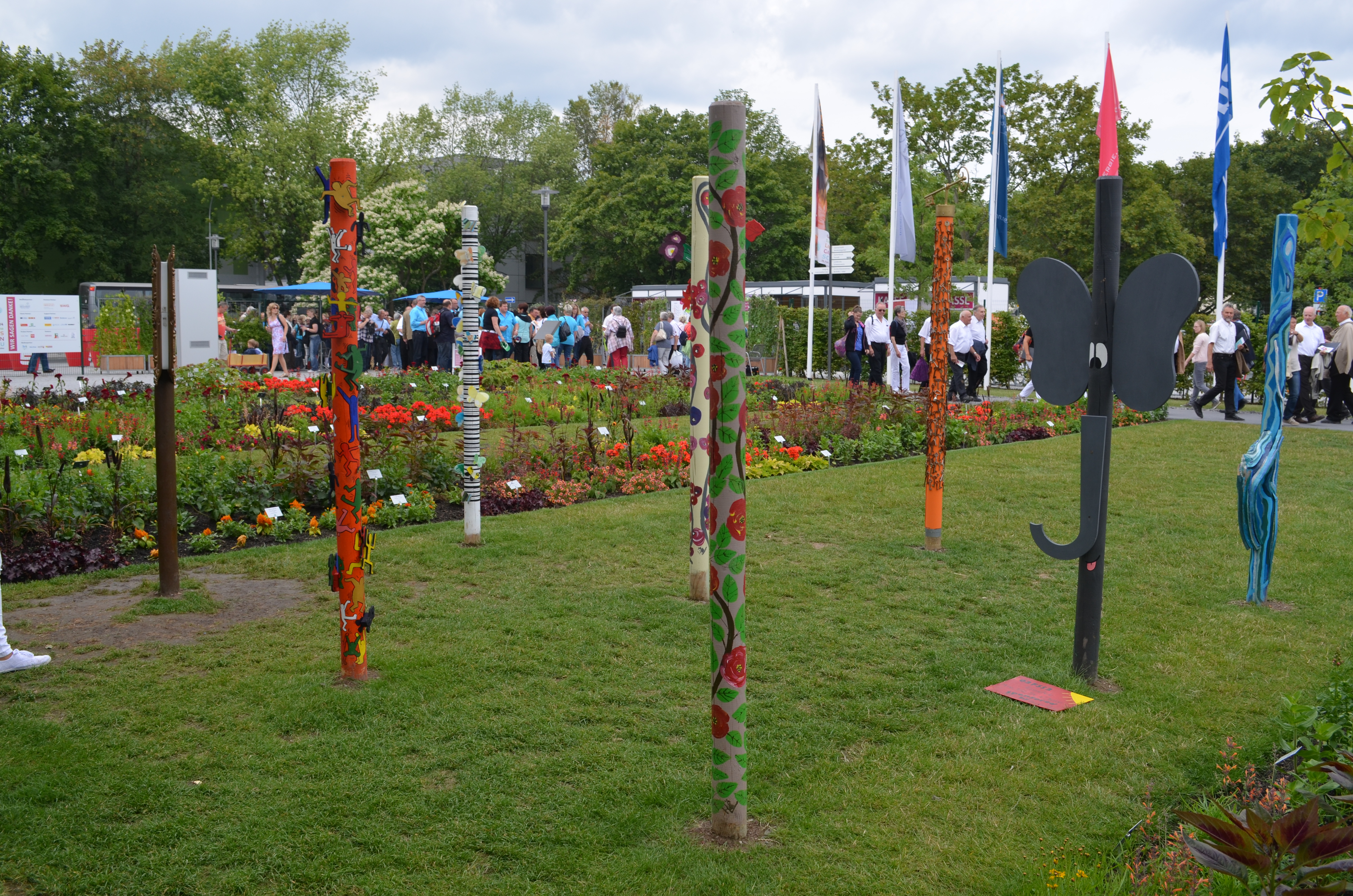
Kunstleitpfosten

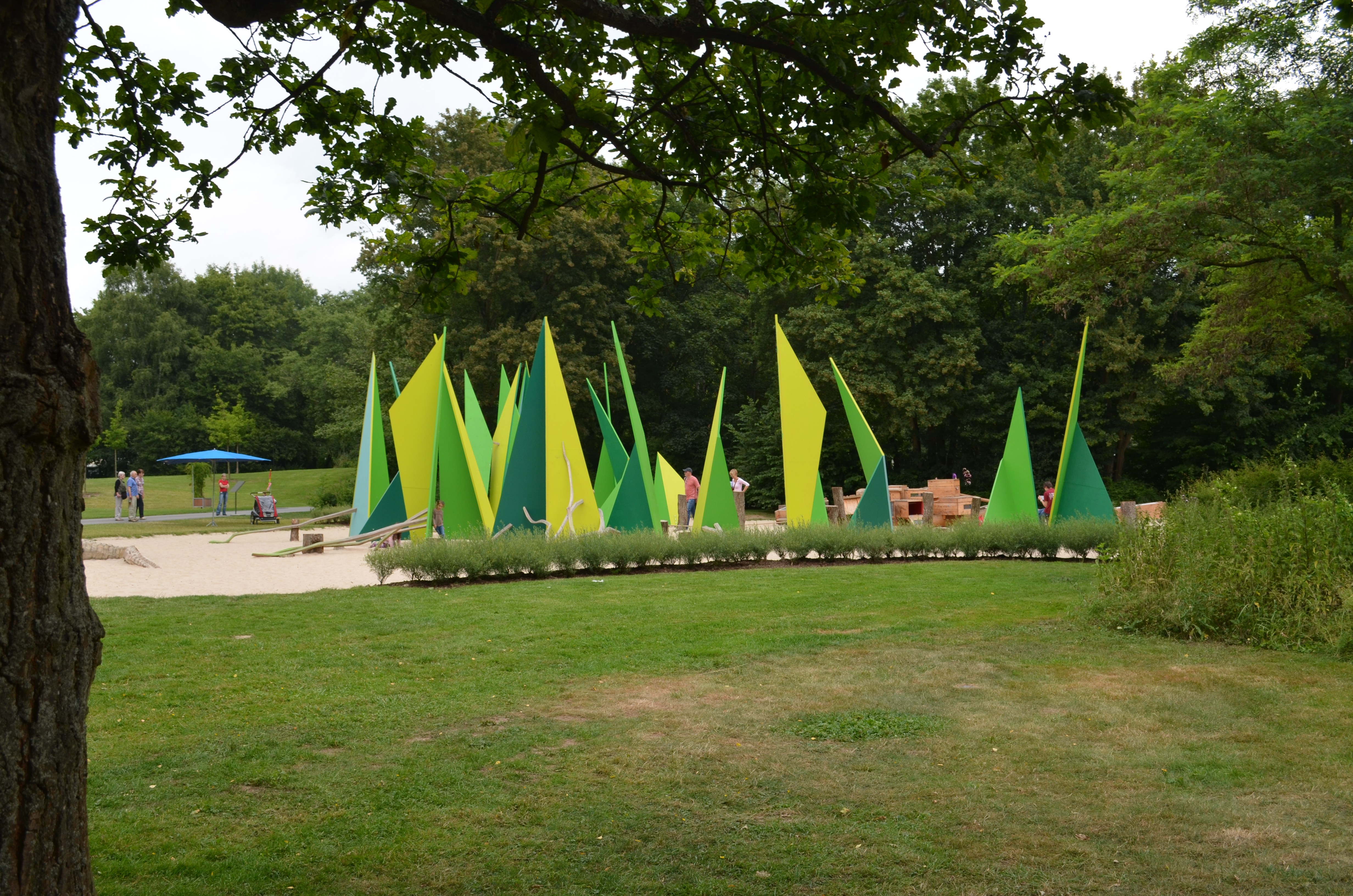
Neu errichteter Kinderspielplatz

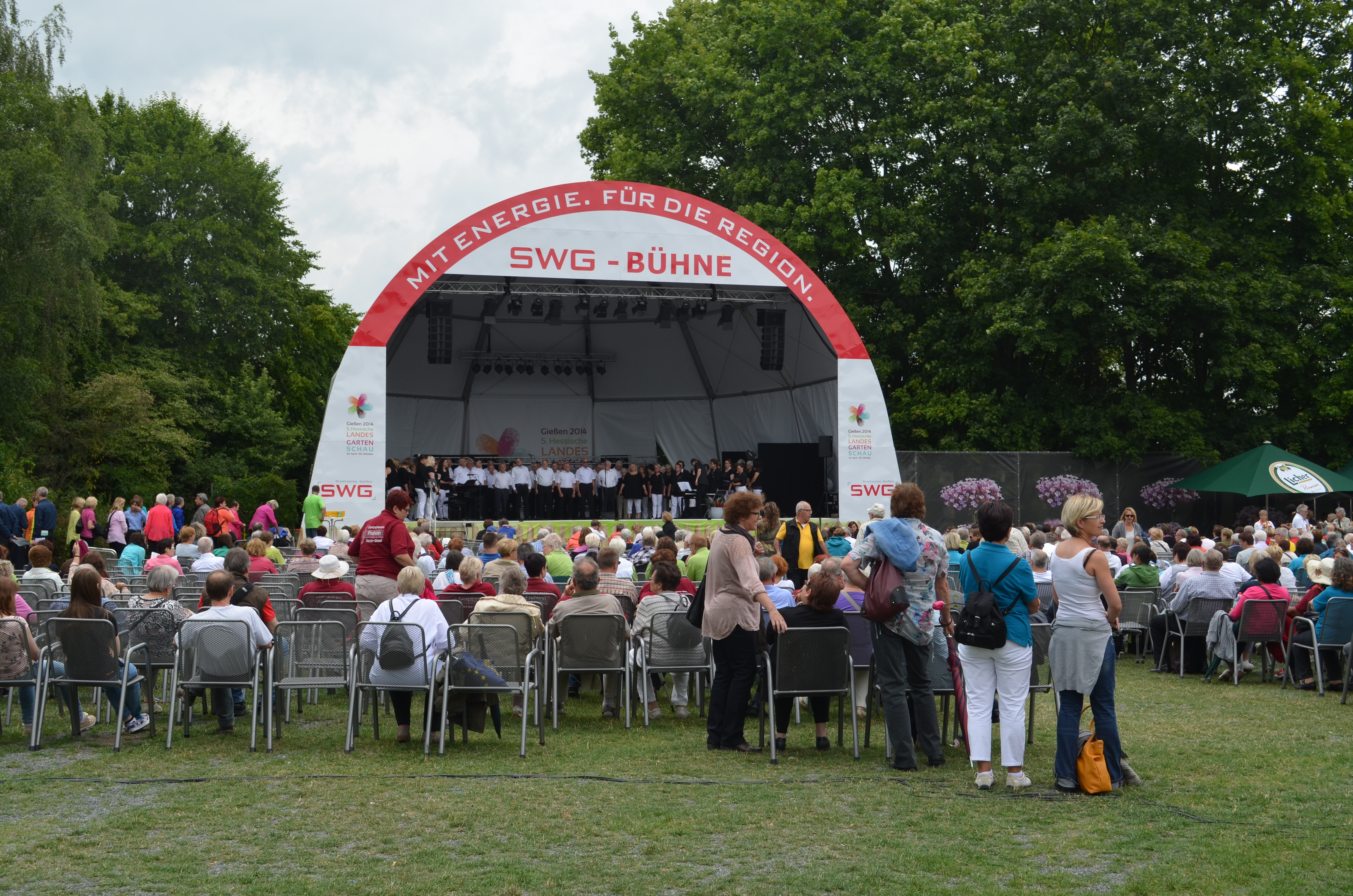
SWG-Bühne in der Wieseckaue

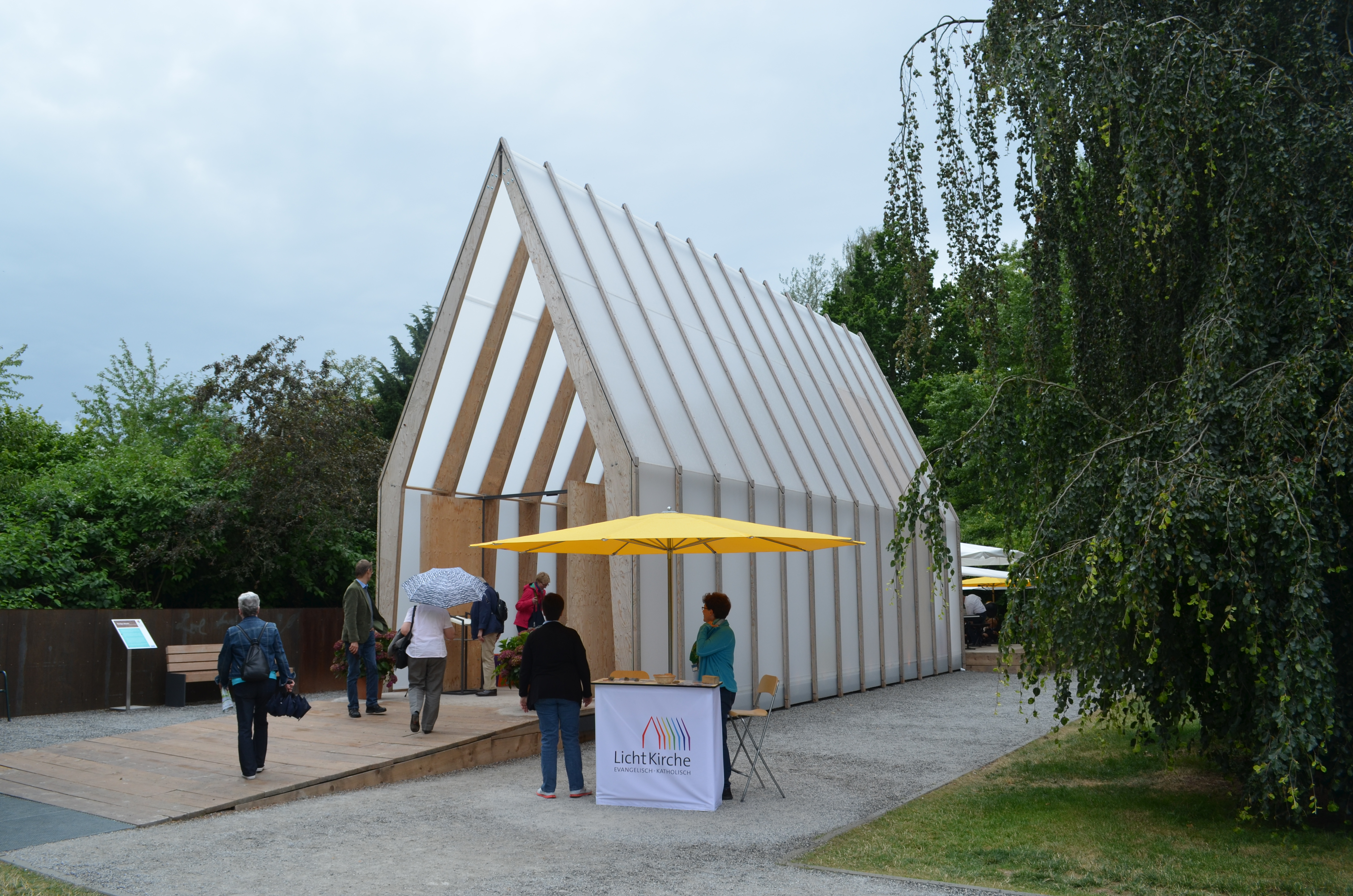
Ökumenische Lichtkirche

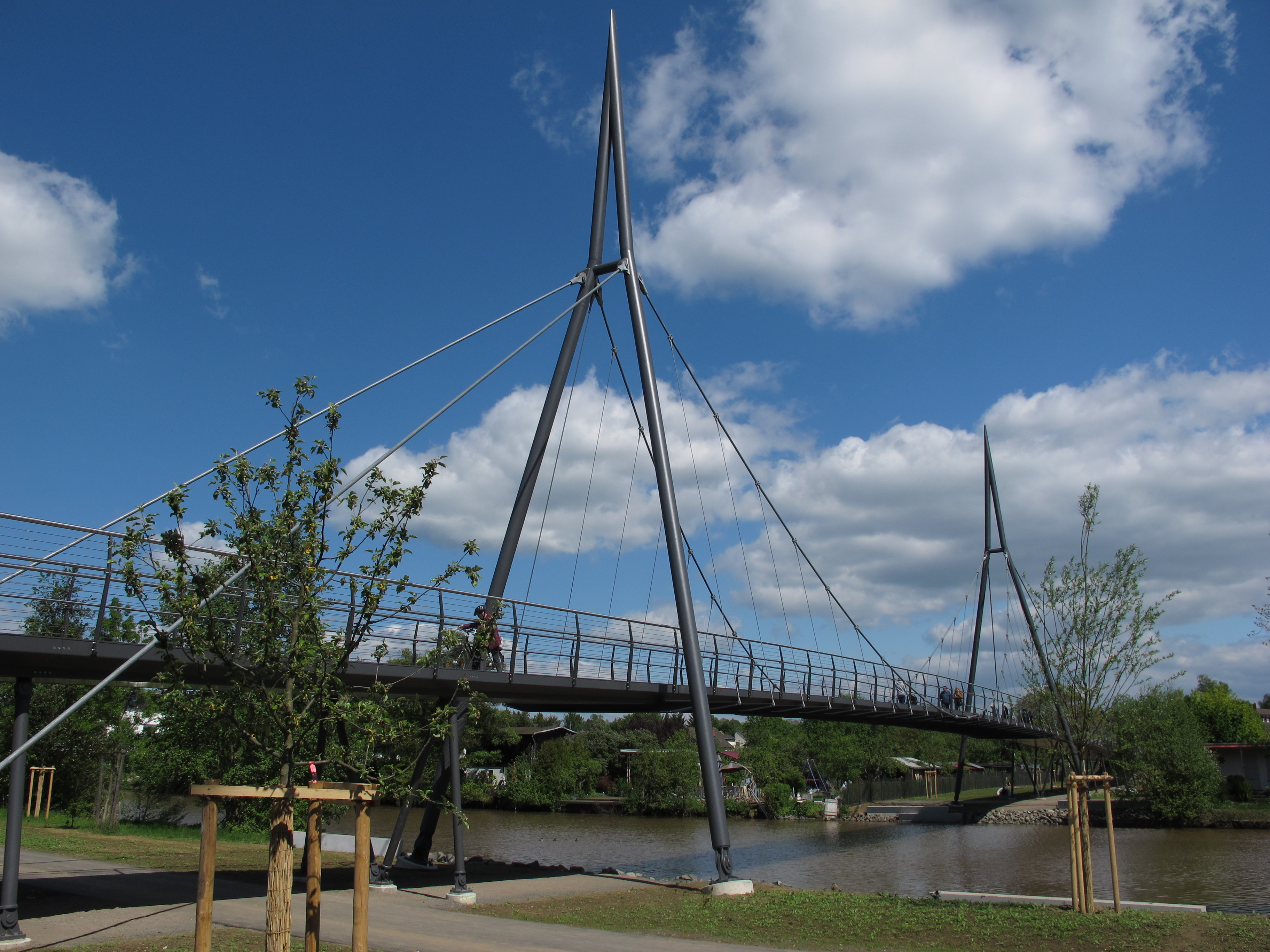
Der Christoph-Rübsamen-Steg mit Streuobstwiese

Nachdem 2004/2005 eine Machbarkeitsstudie zur Durchführung der Landesgartenschau in Gießen erarbeitet worden war, beschloss die Stadtverordnetenversammlung 2005, sich um die 5. Hessische Landesgartenschau 2014 zu bewerben. Im März 2008 erhielt Gießen gegen die Mitbewerber Bad Hersfeld, Bad Sooden-Allendorf und Taunusstein den Zuschlag für die Durchführung durch die Hessische Landesregierung.
Bereits im März 2009 gründete sich – erstmals im Vorfeld einer hessischen Landesgartenschau – ein Förderverein, der durch Pflanzaktionen, über soziale Netzwerke und das Aufstellen von Kunstleitpfosten auf sich und die LGS aufmerksam machte – rund 9000 Pfosten wurden von Bürgern und Initiativen der Region gestaltet und in Gießen (etwa die Hälfte) und ganz Mittelhessen eingesetzt.
Die europaweite Ausschreibung zwischen August 2009 und Januar 2010 für die landschaftsgärtnerische Gestaltung ergab 27 Einsendungen, von denen im Januar 2010 die Entwürfe von geskes.hack Landschaftsarchitekten (Berlin) für die Wieseckaue und von A24 Landschaft (Berlin) für die Lahnaue ausgewählt wurden. Im Juni bzw. September 2011 wurde der Rahmenplan der Lahnaue durch die Stadtverordnetenversammlung beschlossen.
Im Vorfeld der Landesgartenschau wurde 2011 das Gießener Gießkannenmuseum gegründet. Als Mitmachmuseum widmet es sich dem Alltags- und Nutzgegenstand Gießkanne; die Sammlungen stammen fast gänzlich aus Spenden von Bürgern.
Am 23. Mai 2012 erfolgte der erste symbolische Spatenstich zur Landesgartenschau in Anwesenheit der hessischen Umweltministerin Lucia Puttrich. Ort war der 720 Quadratmeter große „Quellgarten“, der als neuer Zugang zum Stadtpark in der Wieseckaue angelegt wurde. Am 26. April 2014 wurde die Landesgartenschau durch den Ministerpräsidenten Volker Bouffier und weitere Persönlichkeiten eröffnet.

## Die Landesgartenschau und die Bürger
Eine Bürgerinitiative wendete sich unter dem Motto „Stoppt diese Landesgartenschau“ gegen die Eingriffe in die Natur und die Verschwendung öffentlicher Gelder. Ein von der Bürgerinitiative geplantes Bürgerbegehren kam zu spät und war deswegen formal unzulässig. Ein Rechtsstreit eines Klägers gegen die Stadt beim Verwaltungsgerichtshof endete am 29. März 2012: das Bürgerbegehren wurde für unzulässig erklärt.
Als Angebot zur Bürgerbeteiligung startete die Stadt Gießen im Februar 2012 das Internet-Portal „Gießen direkt“. Innerhalb der Laufzeit von vier Wochen wurden 430 Bürgerfragen zur Landesgartenschau gestellt, die innerhalb von 48 Stunden beantwortet wurden.
Eine repräsentative Befragung unter 1.000 Personen im März 2012 ergab eine Mehrheit für die Ausrichtung der Landesgartenschau. Eine repräsentative Umfrage ein Jahr später ergab dagegen eine Mehrheit gegen die Landesgartenschau: 43,3 Prozent lehnten die Pläne der Stadt ab, 37,1 % befürworteten sie und 19,6 Prozent war das Thema „egal“.

## Konzept und Veranstaltungsorte
Die Landesgartenschau fand an den beiden Standorten Wieseckaue und Lahnaue statt. Die Aue der Wieseck und die beiden Wasserflächen „Schwanenteich“ (im Süden) und „Neuer Teich“ (im Norden) wurden basierend auf der von Prof. Günther Grzimek 1965 entworfenen Struktur eines Stadtparkes zu einem „Wissenschafts-Garten“ weiterentwickelt. Zahlreiche Erweiterungsmaßnahmen wurden für die Landesgartenschau durchgeführt, die – wie die Wissenschaftsachse und die vier so genannten Spiel-Schollen sowie ein Skate-Park und ein Multifunktionsgebäude mit Räumen für Sportvereine, Schulsport und Skater – dauerhaft bestehen bleiben. Ein Bachlauf wurde in Form eines Senkgartens mit Cortenstahl gefasst und bildet den so genannten „Quellgarten“. Die „Molekularen Gärten“ sowie die in Zelten bzw. Gewächshäusern untergebrachten Blumenschauen und Gastronomien wurden teilweise auf einem Fußballplatz errichtet und werden planmäßig nach dem Ende der LGS rückgebaut. Auch die von den Evangelischen Kirchen Hessen und Nassau und von Kurhessen-Waldeck zusammen mit dem Bistum Mainz betriebene Lichtkirche ist ein temporärer Bau. Hier und an der von den Stadtwerken Gießen gesponserten SWG-Bühne fanden die meisten Veranstaltungen von Live-Konzerten über Sport, Kino und Comedy statt. Der Bereich der Wieseckaue war eingezäunt und kostenpflichtig.
Die Ufer der Lahnaue wurden ebenfalls im Vorfeld der Landesgartenschau durch bauliche Maßnahmen aufgewertet; insbesondere der Bereich rund um die Rodheimer Brücke erfuhr durch eine Neufassung der Ufer und die Einrichtung eines großen Spielplatzes eine neue Aufenthaltsqualität. Am Klinkelschen Wehr errichtete das Regierungspräsidium Gießen eine Erweiterung seines Lahnfensters, eine Beobachtungsstation an einer Fischtreppe, die nun mehr genug Platz für umweltpädagogische Maßnahmen bietet. Am Ende der Sudetenlandstraße entstand eine neue Querung über die Lahn für Fußgänger und Radfahrer: nach einem Wettbewerb wurde die dritte Brücke über den Fluss Christoph-Rübsamen-Steg getauft. Alle Veranstaltungen an der Lahn waren ebenso wie die Uferbereiche kostenfrei zugänglich.
Drei innerstädtische Korridore haben die beiden Bereiche verbunden: der „Nordstadt-Korridor“ verknüpfte den Quellgarten mit dem neuen Steg, entlang der Sudetenlandstraße wurden ovale Beete angelegt, für die Bürger und Initiativen der Nordstadt die Patenschaft übernahmen. Der „Wieseck-Korridor“ folgte dem Lauf des Flusses Wieseck und war von zahlreichen Kunstleitpfosten markiert. Der „Innenstadt-Korridor“ führte entlang der touristischen Sehenswürdigkeiten Neues Schloss (Gießen), Botanischer Garten Gießen, Altes Schloss (Gießen) zum Stadtkirchenturm, unter dem sich eine „Schaustelle“ der hessenARCHÄOLOGIE befindet. Er war durch eine regelmäßig verkehrende Wegebahn erschlossen.
Begleitend zur Landesgartenschau wurde erstmals ein Wettbewerb für Kunst im öffentlichen Raum ausgelobt, der unter dem Motto „Draußen“ zahlreiche Bewerbungen erbrachte. Sechs davon wurden umgesetzt und zeigten auf eigene Weise die Verbindungen von Mensch, gebauter Umwelt und Natur.
Über 2.500 Veranstaltungen fanden statt, die thematisch gegliedert wurden und neben überregionalen Künstlern auch regionale Initiativen wie Vereine einbezogen. Zur Halbzeit zählte die Ausstellung 241.878 Besuche, wobei Personen mit einer Dauerkarte bei jedem Besuch gezählt wurden. 140.185 Tagestickets wurden bis dahin verkauft, sowie knapp 10.000 Dauerkarten. Das selbst gesteckte Ziel lag bei 700.000 Besuchen. Nach dem Ende der LGS am 5. Oktober 2014 konnten an 163 Tagen Gartenschau – davon 109 Tagen mit Niederschlag – insgesamt 504.458 Besuche in der Wieseckaue gezählt werden. 46,88 Prozent von ihnen entfielen auf Tagesgäste, rund 7 Prozent kauften eine Abendkarte. Fast 30 Prozent der Besucher waren Inhaber von Dauerkarten, von denen insgesamt 10.997 verkauft wurden, darunter 1.029 Halbzeitkarten. Im eintrittsfreien Bereich der Landesgartenschau (Lahnaue und Korridore) wurden zwar keine Besucher gezählt, es sei aber mindestens jeder zehnte Besucher auch dort unterwegs gewesen. Zahlen zu den Einnahmen und Ausgaben haben die Veranstalter für Anfang 2015 angekündigt.